# TripleA
A TripleA egy angol nyelvű, nyílt forráskódú körökre osztott stratégiai játék, hasonló a Rizikó társasjátékhoz. A felhasználók hozzájárulásainak köszönhetően több mint 100 térkép tartozik a játékhoz, mindegyik saját szabályrendszerrel. A térképek témája elsősorban a második világháború, de akadnak térképek például a napóleoni háborúkról, a Római Birodalom terjeszkedéséről, Középföldéről vagy egy Zombi-invázióról. A játéknak tevékeny felhasználói közössége van, rendszeresen szerveznek többjátékos versenyeket, és aktívan közreműködnek a játék fejlesztésében.

## Játékmódok
A játékot több játékos játssza, ezek száma térképenként változó. A játékosok száma nem feltétlenül egyezik a játékot játszó személyek számával, előfordulhat, hogy egy személy több játékost irányít, illetve egyes játékosokat irányíthat mesterséges intelligencia is. Ezekre a beállításokra vonatkozóan nincs semmiféle megkötés, irányíthatja az összes játékost egyetlen személy, vagy az összes játékost mesterséges intelligencia (ez utóbbi esetben megfigyelőként vehetünk részt egy játékban, amelyben minden emberi beavatkozás nélkül zajlik), sőt a mentett játékállásokat betöltésénél is megváltoztathatjuk ezeket a beállításokat.
A játéknak egy- és többjátékos módja is van. Többjátékos játékot játszhatunk egyetlen számítógépnél (hot-seat), online, helyi hálózaton (LAN) vagy elektronikus levelezés, illetve fórumok segítségével.

## Játékmenet
A játékhoz kiválasztott térkép területekre van osztva. A területek szét vannak osztva a játékosok között, és katonai alakulatokat jelképező egységek vannak rajtuk. A játékosok felváltva mozognak az irányításuk alá tartozó egységekkel azzal a céllal, hogy az ellenfeleiktől területeket foglaljanak el, illetve hogy megakadályozzák, hogy az ellenfeleik területeket tudjanak tőlük elfoglalni. Az, hogy egy megtámadott területet sikerül-e elfoglalni a támadónak, egy csata során dől el, amely dobókockák (általános esetben dobótestek) segítségével történik. Ezután a játékos által birtokolt területek nyersanyagokat termelnek, amelyek felhasználhatóak új egységek gyártására, így a csaták során elszenvedett veszteségek kompenzálhatók.

### A játék célja
A játék célja általában bizonyos kulcsfontosságú vagy jelentős területek ("Victory Cities", magyarul "Győzelmi Városok") meghatározott többsége fölötti irányítás megszerzése. Amennyiben a játék szövetségi rendszerek között zajlik (a második világháború esetében ilyenek a tengelyhatalmak és a szövetségesek), akkor a győzelemhez elegendő, ha az egyik szövetségi rendszer játékosai együtt szerzik meg e területek többségét, ilyenkor a szövetség minden tagja győztesnek számít.

## Stratégia
A területek nyersanyagokat biztosítanak, amelyekből egységek gyárthatók, az egységek pedig további területek megszerzésére használhatók. Ilyen módon az egységek és a területek bizonyos értelemben átválthatók egymásba. A cél az, hogy ezekben a folyamatos átváltásokban az ellenfeleinkhez képest jobb pozíciót alakítsunk ki, illetve ha már jobb pozícióban vagyunk, akkor ezt az előnyt megtartsuk, és felhasználjuk a további térnyerés érdekében. Mivel a térképek szabályai nagyon eltérőek, ezért az egyes stratégiák is csak egy adott térképre vonatkoznak.

## Szerencse
A játék egyik meghatározó része, a csaták lebonyolítása szimulált dobókockák segítségével történik. Bár a kockadobások kimenetele meghatározó a játék lefolyása szempontjából, a kockadobások nagy száma miatt a szélsőséges kimenetelek valószínűsége nagyon alacsony. Ezen túl elérhető az opcionális "Low Luck" (magyarul "Alacsony Szerencse") beállítás, amellyel a véletlen szerepe a lehető legkisebbre csökkenthető.
Többjátékos módban a véletlenszám-generátor minden egyes játékos gépén elvégzi a kockadobásokat, amelyből utána egy algoritmus segítségével előállítja a játék a végleges dobásokat. Ezzel kizárható a csalás lehetősége.

## Térképek
A játékhoz térképek is tartoznak, amelyeken felül továbbiak tölthetők le a folyamatosan növekvő választékból. A térképeket bármely felhasználó módosíthatja maga is, vagy új térképeket is készíthet, bár ez általában időigényes folyamat. A játék hivatalos fórumán felhasználói közösség segíti a térképkészítőket munkájukban.
Az játék nagy rugalmasságot tesz lehetővé az egyes térképek szabályait illetően. Egy térkép tetszőlegesen határozhatja meg – a teljesség igénye nélkül – a területeket és értéküket, nyersanyagfajtákat, egységek fajtáit, harcértéküket, mozgásukkal kapcsolatos szabályokat, árukat, egymásra való hatásaikat, a kifejleszthető technológiákat, diplomáciai akciókat, hanghatásokat és grafikát.